# Journée mondiale des orphelins du sida
La Journée mondiale des orphelins du sida est un événement organisé par l'association François-Xavier Bagnoud (FXB) pour sensibiliser le public et les gouvernements à la détresse des orphelins du sida.
Traditionnellement, cette journée est organisée le 7 mai.

## Contexte
Toutes les 15 secondes, un enfant perd l’un de ses parents à cause du Sida. Les orphelins du Sida sont déjà plus de 15 millions. Stigmatisés, dans une profonde misère matérielle et morale, les orphelins du Sida n’ont aucun moyen de se faire entendre.
L'association François-Xavier Bagnoud a donc créé un réseau mondial de solidarité pour protéger ces enfants vulnérables et sans ressource. Chaque 7 mai, l'association François-Xavier Bagnoud donne une voix à ces millions de sans voix à travers une journée mondiale de solidarité et de sensibilisation, la Journée mondiale des orphelins du Sida (JMOS).

## Les objectifs de la Journée mondiale des orphelins du Sida
- Focaliser l’attention du public et des médias sur la détresse de ces enfants vulnérables et les conséquences de leur désocialisation. L'association François-Xavier Bagnoud invite les médias à soutenir cette coalition mondiale de solidarité et invite les jeunes à participer à la campagne de la JMOS à travers diverses manifestations. La JMOS, ce sont des actions en France, en Suisse et à travers le monde.

- Faire du lobbying pour que les gouvernements considèrent ces enfants vulnérables comme une priorité et que des mesures urgentes soient prises pour les réintégrer dans la société. L'association François-Xavier Bagnoud lance un appel aux maires et élus politiques. À ce jour, 664 maires et élus de 40 pays ont signé la proclamation de la JMOS, engageant symboliquement leur région sur la voie du respect des droits de ces enfants. L’alliance du plus grand nombre de villes est un gage de crédibilité pour influencer les gouvernements afin qu’ils respectent et mettent en œuvre les normes internationales de protection des droits de l'enfant.

## Les actions de l'association François-Xavier Bagnoud
L’objectif de l'association François-Xavier Bagnoud est de donner un futur aux orphelins du Sida en les réintégrant dans la société. L'association François-Xavier Bagnoud aide les enfants victimes du Sida à se construire une place dans la société au travers de programmes de développement communautaire durable. Ceux-ci améliorent les conditions de vie des communautés qui, atteignant peu à peu l’autonomie économique et sociale, peuvent prendre en charge et élever leurs orphelins.
L'association François-Xavier Bagnoud soutient les enfants dans leur propre village en leur offrant une scolarité, et en offrant un soutien nutritionnel, médical et psychosocial aux familles d’accueil. Cette stratégie s’impose d’elle-même dans la logique d’une aide culturellement adaptée et durable.